# 낙산항
낙산항(구 전진항)은 강원특별자치도 양양군 강현면 전진1리에 있는 어항이다. 2007년 3월 22일 어촌정주어항으로 지정되었다. 시설관리자는 양양군수이다.

## 어항 연혁
- 예전에 '전진항'으로 불렸으나 '낙산항'으로 이름이 바뀌었다.
- 전진 1리는 이미 삼국시대 이전부터 있던 마을로 옛날엔 앞 나루라고 불리던 곳이다. 전진 1리는 또한 낙산해수욕장을 끼고 있어 피서철 해수욕장을 운영해 수익을 올리고 있다. 낙산사는 신라시대에 창건된 오래된 절이다. 세조가 이 절에서 피부병을 고친 후 낙산사를 중심으로 바다를 포함해 사방 10리를 낙산사의 땅으로 하사하였다고 한다.

## 어항 구역
- 수역: 본 방파제 기점 북측지점(X:513,549.151 Y:167,646.349)에서 정동방향으로 280m 이동한 점(X:513,549.151 Y:167,926.349)과 이 점에서 정남방향으로 280m 이동한 점(X:513,269.151 Y:167,926.349), 이 점에서 정서방향으로 육지부를 연결한 선(X:513,269.151 Y:167,583.982)을 따라 형성된 공유수면(69,354m2)[1]
- 육역: 양양군 강현면 전진리 3-9 외 8필지 (14,716m2)[2] (상세내역 생략)

## 개발 계획
2010년 10월 7일 양양군이 고시한 개발계획은 다음과 같다.
- 방파제 189m(보강 189m), 방사제 290m, 물양장 60m, 호안 206m, 준설 1식, 기능시설 1식, 복지관광시설 1식[1]

## 같이 보기
- 낙산해수욕장
- 낙산사